# Koraaljuffers
De koraaljuffers (Ceriagrion) vormen een geslacht van libellen (Odonata) uit de familie van de waterjuffers (Coenagrionidae).

## Soorten
- Ceriagrion aeruginosum (Brauer, 1869)
- Ceriagrion annulatum Fraser, 1955
- Ceriagrion annulosum Lieftinck, 1934
- Ceriagrion auranticum Fraser, 1922
- Ceriagrion auritum Fraser, 1951
- Ceriagrion azureum (Selys, 1891)
- Ceriagrion bakeri Fraser, 1941
- Ceriagrion banditum Kipping & Dijkstra, 2015
- Ceriagrion batjanum Asahina, 1967
- Ceriagrion bellona Laidlaw, 1915
- Ceriagrion calamineum Lieftinck, 1951
- Ceriagrion cerinorubellum (Brauer, 1865)
- Ceriagrion chaoi Schmidt, 1964
- Ceriagrion chromothorax Joshi & Sawant, 2019
- Ceriagrion citrinum Campion, 1914
- Ceriagrion corallinum Campion, 1914
- Ceriagrion coromandelianum (Fabricius, 1798)
- Ceriagrion fallax Ris, 1914
- Ceriagrion georgifreyi Schmidt, 1953 – Turkse koraaljuffer
- Ceriagrion glabrum (Burmeister, 1839)
- Ceriagrion hoogerwerfi Lieftinck, 1940
- Ceriagrion ignitum  Campion, 1914
- Ceriagrion inaequale Lieftinck, 1932
- Ceriagrion indochinense Asahina, 1967
- Ceriagrion junceum Dijkstra & Kipping, 2015
- Ceriagrion katamborae Pinhey, 1961
- Ceriagrion kordofanicum Ris, 1924
- Ceriagrion lieftincki Asahina, 1967
- Ceriagrion madagazureum  Fraser, 1949
- Ceriagrion malaisei Schmidt, 1964
- Ceriagrion melanurum Selys, 1876
- Ceriagrion mourae Pinhey, 1969
- Ceriagrion nigroflavum Fraser, 1933
- Ceriagrion nigrolineatum Schmidt, 1951
- Ceriagrion nipponicum Asahina, 1967
- Ceriagrion obfuscans Dijkstra, Mézière & Kipping, 2015
- Ceriagrion oblongulum Schmidt, 1951
- Ceriagrion olivaceum Laidlaw, 1914
- Ceriagrion pallidum Fraser, 1933
- Ceriagrion platystigma Fraser, 1941
- Ceriagrion praetermissum Lieftinck, 1929
- Ceriagrion rubellocerinum Fraser, 1947
- Ceriagrion rubiae Laidlaw, 1916
- Ceriagrion sakejii Pinhey, 1963
- Ceriagrion sinense Asahina, 1967
- Ceriagrion suave Ris, 1921
- Ceriagrion tenellum (de Villers, 1789) – Koraaljuffer
- Ceriagrion tricrenaticeps Legrand, 1984
- Ceriagrion varians (Martin, 1908)
- Ceriagrion whellani Longfield, 1952